# Out of Our Minds
Out of Our Minds, förkortat OOOM, är det andra studioalbumet av den kanadensiska rockmusikern Melissa Auf der Maur, utgivet den 30 mars 2010. Det släpptes utan hjälp av något etablerat bolag inom Nordamerika medan Roadrunner Records gav ut skivan i resten av världen. Albumet producerades till största delen av Auf der Maur tillsammans med Jordan Zadorozn, en del låtar även av Chris Goss som hade ansvarat för Auf der Maurs debutalbum. Mixningen sköttes av bland andra Alan Moulder.
Titelspåret släpptes som digital singel den 9 november tillsammans med en musikvideo regisserad av Tony Stone. Albumet innehåller även två av de tre låtarna från EP:n ...This Would Be Paradise från 2008–"The Key" och "This Would Be Paradise" (låten "Willing Enabler" finns endast med på EP:n).

## Låtlista
Alla låtar är skrivna av Melissa Auf der Maur, där inget annat namn anges.
1. "The Hunt" – 3:18
2. "Out of Our Minds" (Auf der Maur, Jordon Zadorozny, Vince Nudo) – 4:32
3. "Isis Speaks" (Auf der Maur, Chris Sorensen, Adam Tymn, Joe McChan) – 5:57
4. "Lead Horse" (Auf der Maur, Zadorozny, Nudo) – 3:48
5. "Follow the Map" – 5:17
6. "22 Below" (Auf der Maur, Chris Goss) – 4:15
7. "Meet Me on the Dark Side"  – 4:07
8. "This Would Be Paradise" – 2:42
9. "Father's Grave" (duett med Glenn Danzig) – 5:56
10. "The Key"  – 3:54
11. "The One" – 3:59
12. "1,000 Years" (Auf der Maur, Steve Durand) – 7:38

Bonuslåtar på Deluxe version
1. "22 Below" (Piano Version) – 5:17
2. "Whispers and Potions" – 4:33

## Medverkande
- Melissa Auf der Maur – sång, bas, gitarr, keyboard, autoharpa, "Omnichord", producent
- Mike Britton – trombon
- Gavin Brown – elpiano
- Glenn Danzig – röst
- Tommy Douglas – röst
- Steve Durand – gitarr, keyboard
- Ariel Engle – sång
- Mike Fraser – mixning
- Mike Garson – piano
- Chris Goss – gitarr, producent
- Camila Grey – cembalo
- Josh Freese – trummor
- James Iha – e-bow
- Eli Janney – mixning, ljudtekniker
- Joe McChan – trummor
- Edmund P. Monsef – mixning, ljudtekniker
- Alan Moulder – mixning
- Vince Nudo – trummor, ytterligare gitarr
- Colin Robinson – trummor
- Chris Sorensen – gitarr, keyboard
- John Stanier – trummor
- Adam Tymn – gitarr, keyboard
- Jeordie White – ytterligare gitarr
- Jordon Zadorozny – gitarr, e-bow, bas, keyboard, ljudtekniker, producent

All information hämtad från Discogs

## Listplaceringar
| Lista (2010)   | Högsta position |
| -------------- | --------------- |
| Frankrike      | 174             |
| Grekland       | 36              |
| Schweiz        | 52              |
| Storbritannien | 148             |